# پوینت بارو
پوینت بارو (انگلیسی: Point Barrow) دماغه‌ای است در سواحل اقیانوس منجمد شمالی. این دماغه در ایالت آلاسکا، ایالت آمریکا قرار دارد.
پوینت بارو، که به نام محلی نووک (Nuvuk) نیز شناخته می‌شود، شمالی‌ترین نقطه ایالت آلاسکا و ایالات متحده آمریکا است. این منطقه در شبه‌جزیره‌ای باریک در کنار اقیانوس منجمد شمالی قرار دارد و یکی از دورافتاده‌ترین مناطق مسکونی در جهان محسوب می‌شود. نووک از دیرباز محل سکونت بومیان اینوئیت بوده و تاریخچه‌ای غنی از فرهنگ و زندگی سنتی این مردم را در خود جای داده است.
آب‌وهوای این منطقه به شدت قطبی است و زمستان‌های بسیار سرد و طولانی همراه با بادهای شدید از ویژگی‌های بارز آن به شمار می‌رود. تابستان‌ها نیز کوتاه و خنک هستند و خورشید برای چندین هفته غروب نمی‌کند، پدیده‌ای که به آن "خورشید نیمه‌شب" می‌گویند. در زمستان، پوینت بارو شب‌های قطبی طولانی را تجربه می‌کند که در آن خورشید برای چندین هفته طلوع نمی‌کند.
این منطقه اهمیت ویژه‌ای در تحقیقات علمی دارد، به‌ویژه در زمینه تغییرات اقلیمی، حیات‌وحش قطبی، و تأثیرات گرمایش جهانی بر یخ‌های قطبی. از نظر جغرافیایی، پوینت بارو مرز بین دریای چاکچی و دریای بوفورت را تشکیل می‌دهد و به عنوان یکی از نقاط کلیدی در ناوبری دریایی قطبی شناخته می‌شود.